# مغلس
مغلس هي قرية فلسطينية مهجّرة، تُعد من أصغر قرى قضاء الخليل، بلغت مساحتها 15 دونمًا فقط. تقع على بعد 6 كم من عجور، في الشمال الغربي من الخليل، وتحيط بأراضيها أراضي عجور وتل الصافي من قضاء الخليل، جليا واذنبة من قضاء الرملة.
كانت قرية مغلس تتصل بالقرى المجاورة بطرق ترابية، أهمّها طريق القوافل القديم الذي يصل بيت جبرين بالرملة. ويقع بجوار القرية، وبالقرب من هذا الطريق عدد كبير من الخرب التي تحوي آثارًا قديمة؛ كأسس البناء والصهاريج والمغاور والآبار والقبور الدارسة.
بنيت القرية على تلّة ترتفع 200م عن سطح البحر. بلغت مساحة أراضيها في أواخر عهد الانتداب 11,456 دونمًا كانت تزرع بالحبوب زراعة بعلية. واشتهرت القرية ببئرها التي كانت مورد معظم سكان قرى المنطقة لاعتقادهم أنها مفيدة في اذابة حصى الكلى.
كان يقيم في مغلس عام 1922 نحو 311 نسمة، وفي عام 1945 نحو 540 نسمة. شرّدهم اليهود عام 1948 وهدموا القرية وأقاموا فوق أراضيها مستعمرة «جفن».

## القرية اليوم
سُيج الموقع والمنطقة المحيطة به، سوّيت المنازل بالأرض، وما زال بعض أجزاء الأبنية ظاهرة للعيان. كما تنمو أنواع متعددة من الأشجار، من ضمنها شجر الخروب والزيتون في كل الأنحاء. بالإضافة لذلك، ينبت الصبار في الطرفين الشمالي والجنوبي.

## المستعمرات الإسرائيلية على أراضي القرية
في سنة 1955، أُسست مستعمرة «غيفن» على أراضي القرية، إلى الشمال من موقعها.